# Ortogonalmatris
En ortogonalmatris är en reell kvadratisk matris vars rader och kolonner är ortogonala enhetsvektorer. 
En matris Q är ortogonal om dess transponat är lika med dess  invers:
{\displaystyle Q^{\mathrm {T} }=Q^{-1}\,}
vilket medför att
{\displaystyle Q^{\mathrm {T} }Q=QQ^{\mathrm {T} }=I\,}
där I är enhetsmatrisen.
Ortogonalmatriser har konditionstal 1, varför de är viktiga för att bestämma stabilitet inom numerisk linjär algebra.

## Exempel
Exempel på ortogonala matriser är:
- Alla enhetsmatriser.
- Alla permutationsmatriser.

## Egenskaper
En reell kvadratisk matris av storlek {\displaystyle n} är ortogonal om och endast om dess kolumner bildar en ortonormerad bas för {\displaystyle \mathbb {R} ^{n}} med den vanliga skalärprodukten införd. Om kolumnerna endast är ortogonala och inte normerade uppfyller matrisen {\displaystyle A^{T}A=D} för någon diagonalmatris {\displaystyle D} istället.
Determinanten till en ortogonal matris {\displaystyle A} är 1 eller -1:
{\displaystyle 1=\det I=\det(A^{T}A)=\det A^{T}\det A=\det A^{2}=(\det A)^{2}\,}
{\displaystyle 1=(\det A)^{2}\Leftrightarrow \det A=\pm 1}
Det omvända gäller dock inte; en matris med determinanten 1 är inte nödvändigtvis ortogonal.
En linjär avbildning som har en ortogonalmatris i en ON-bas är också en isometri. Vid basbyte mellan två ändliga ON-baser är basbytesmatrisen en ortogonalmatris, vilket gör att diagonalisering av vissa matriser blir väldigt enkelt, se spektralsatsen.
Ortogonalmatriser används vid ett antal matrisfaktoriseringar, exempelvis QR-faktorisering, polärfaktorisering och singulärvärdesfaktorisering.

## Konstruktion
De enklaste ortogonala matriserna är {\displaystyle [1]} och {\displaystyle [-1]}.
Ortogonala 2×2-matriser kan konstrueras med ett antal ekvationer. Vi utgår från matrisen
{\displaystyle {\begin{bmatrix}a&b\\c&d\end{bmatrix}}}
Kolonnerna skall vara ortogonala och varje kolonns skalärprodukt med sig själv skall vara 1. Detta ger ekvationerna
| {\displaystyle 1=a^{2}+c^{2}\,\!,} |
| {\displaystyle 1=b^{2}+d^{2}\,\!,} |
| {\displaystyle 0=ab+cd\,\!.}       |
De två första ekvationerna är ekvationen för en cirkel och med
{\displaystyle a=\cos \theta ,\quad c=\sin \theta }
får vi två möjliga lösningar 
{\displaystyle b=-\sin \theta ,\quad d=\cos \theta }
eller 
{\displaystyle b=\sin \theta ,\quad d=-\cos \theta }.
Detta ger 
{\displaystyle {\begin{bmatrix}\cos \theta &-\sin \theta \\\sin \theta &\cos \theta \end{bmatrix}}}, en rotationsmatris, och
{\displaystyle {\begin{bmatrix}\cos \theta &\sin \theta \\\sin \theta &-\cos \theta \end{bmatrix}}}, en reflektionsmatris.